# Lac d'Alfeld
Lac d'Alfeld je jezero ve francouzském departementu Haut-Rhin v obci Sewen. Nachází se na východním svahu hory Ballon d'Alsace. Leží 618 metrů nad mořem, jeho rozloha je 10 ha. Jezero bylo vytvořeno ledovcovou erozí. V roce 1883 zde Němci postavili přehradu. Lac d'Alfeld slouží jako rezerva v případě nedostatku vody v řece Doller.

## Název
Výraz „Alfeld“ pochází z názvu pastviny, která se původně na místě jezera nacházela.

## Poloha
Jezero Lac d'Alfeld se nachází v povodí vyhloubeném ledovcem. Leží na pomezí morény, která je dominantou obce Sewen. Autem se lze k jezeru dostat po silnici 466 směrem od Sewenu na Ballon d'Alsace, pěšky trvá cesta ze Sewenu zhruba 1,5 hodiny. 